# 多部未華子
多部 未華子（たべ みかこ、1989年〈平成元年〉1月25日 - ）は、日本の女優、タレント。愛称は「多部ちゃん」。東京都西東京市出身。元ヒラタインターナショナル所属。夫は写真家の熊田貴樹。

## 来歴
小学5年生の頃、ミュージカルの『アニー』を観劇し、同作への出演を目指して中学2年生までオーディションを受けていた。
2002年、スカウトされてヒラタオフィスに所属（それ以前はムーン・ザ・チャイルドに所属していた）。Janne Da Arcの「Rainy 〜愛の調べ〜」のプロモーション・ビデオ出演で女優デビュー。また、『HAPPY! HAPPY!スペシャル』（BS日テレ）でテレビドラマ初出演を果たす。
2003年、映画『HINOKIO』のメインキャストである工藤ジュン役に、オーディションで1,000人を超える応募者の中から抜擢される。『HINOKIO』と『青空のゆくえ』により、2005年の第48回ブルーリボン賞新人賞を受賞。
2007年、7月クールのドラマ『山田太郎ものがたり』（TBS）で民放連続ドラマ初出演。
2009年、NHK連続テレビ小説『つばさ』に、オーディションで1,593人の中から選出されて、主演を務める。
2010年、エランドール賞新人賞を受賞。
2011年、1月クールのドラマ『デカワンコ』（日本テレビ）にて民放連続ドラマの初主演を飾る。
2015年、4月クールのドラマ『ドS刑事』（日本テレビ）の役作りのため、髪型をボブスタイルにヘアチェンジする。
2017年、劇場版アニメ映画『それいけ!アンパンマン ブルブルの宝探し大冒険!』で声優に初挑戦する。同年～2022年現在Webマガジン (GINGER Web) にて、おすすめの本を紹介する連載を担当している。
2018年、ヒラタオフィスから「ヒラタインターナショナル」へ社内移籍。
2024年3月31日、この日を以ってヒラタインターナショナルから独立した。

### 私生活
2019年10月1日、写真家の熊田貴樹と結婚したことを発表。多部が三姉妹の次女役で出演している、UQコミュニケーションズ「UQモバイル」のCMを手掛けた熊田と同CMの撮影で出会い、3年間の交際を経て結婚に至った。
2021年3月1日、第1子を妊娠していることを公式サイトで報告、その後の活動は「体調含め相談をさせていただきながら務めてまいりたいと思っております」とした。同年12月18日、第1子を出産したことをアニメ映画『ボス・ベイビー ファミリー・ミッション』の公開記念舞台あいさつの場で報告した。

## 人物
- 兄がいる[15]。女優を志すまでは吉本新喜劇に憧れた[16]。
- 東京女子大学現代文化学部コミュニケーション学科卒業[17][18]。
- 「人間関係」について学問的に学んでみたかったので、当初は心理学系統の学科を志望していたが、犯罪心理学や発達心理学などは自分が興味を持っている分野ではなかったので、コミュニケーション学を専攻した[17]。
- 大学には休学・留年などで6年間在学した後、2013年3月に卒業した[19][20]。
- 無性に食べたくなる物は醤油をたらした卵かけご飯である[21]。

## 出演
役名の太字は主演作品。

### テレビドラマ
- HAPPY! HAPPY!スペシャル（2002年、BS日テレ） - ミカコ 役
- 68FILMS東京少女 第4話「東京危機一髪」（2003年、BS-i） - 桜子隊員 役
- 第5回文芸社新春ドラマスペシャル「ブレスト〜女子高生、10億円の賭け!」（2006年1月8日、テレビ朝日） - 山口摩湖 役
- 対岸の彼女（2006年1月15日、WOWOW） - 野口魚子 役
- 魁!セレソンDX（2006年10月 - 12月、テレビ大阪） - ジョディ（絹子） 役
- その5分前「明日への船出」（2006年12月29日、NHK総合） - 美沙 役
- すみれの花咲く頃（2007年1月8日、NHK-BSハイビジョン / 2007年4月1日、NHK総合） - 遠藤君子 役
- 山田太郎ものがたり（2007年7月 - 9月、TBS） - 池上隆子 役
- 鹿男あをによし（2008年1月 - 3月、フジテレビ） - 堀田イト 役
- ヤスコとケンジ（2008年7月 - 9月、日本テレビ） - 沖ヤスコ 役
- 連続テレビ小説「つばさ」（2009年3月 - 9月、NHK） - 玉木つばさ 役
- フジテレビ開局50周年ドラマ 不毛地帯（2009年10月 - 2010年3月、フジテレビ） - 壹岐直子 役
- GM〜踊れドクター（2010年7月 - 9月、TBS） - 小向桃子 役
- デカワンコ（2011年1月 - 3月、日本テレビ） - 花森一子 役
  - デカワンコ ちょっとだけリターンズ（2011年4月30日、日本テレビ） - 花森一子 役
  - デカワンコ新春スペシャル（2012年1月7日、日本テレビ） - 花森一子 役
- ジウ 警視庁特殊犯捜査係（2011年7月 - 9月、テレビ朝日） - 門倉美咲 役
- 浪花少年探偵団（2012年7月 - 9月、TBS） - 竹内しのぶ 役
- 大奥〜誕生［有功・家光篇］（2012年10月 - 12月、TBS） - 徳川家光 役
- ラストホープ（2013年1月 - 3月、フジテレビ） - 橘歩美 役
- 怪物（2013年6月27日、読売テレビ） - 藤井寺里紗 役
- 東京バンドワゴン〜下町大家族物語（2013年10月 - 12月、日本テレビ） - 槙野すずみ 役
- 僕のいた時間（2014年1月 - 3月、フジテレビ） - 本郷恵 役
- 世にも奇妙な物語 '14秋の特別編「サプライズ」（2014年10月18日、フジテレビ） - 藤村優希 役[22]
- テレビ東京開局50周年特別番組「永遠の0」（2015年2月11・14・15日、テレビ東京） - 宮部松乃 役[23]
- ドS刑事（2015年4月 - 6月、日本テレビ） - 黒井マヤ 役[24]
- 視覚探偵 日暮旅人（2015年11月20日、日本テレビ） - 山川陽子 役[25]
  - 視覚探偵 日暮旅人（2017年1月 - 3月、日本テレビ） - 山川陽子 役[26]
- 植物男子ベランダー SEASON2 第12話（2015年9月24日、NHK BSプレミアム） - 水原蓮花 役[27]
- 仰げば尊し（2016年7月 - 9月、TBS） - 樋熊奈津紀 役[28]
- わたしに運命の恋なんてありえないって思ってた（2016年12月20日、関西テレビ/フジテレビ系） - 白野莉子 役[29]
- ツバキ文具店〜鎌倉代書屋物語〜（2017年4月 - 6月、NHK） - 雨宮鳩子 役[30]
- 先に生まれただけの僕（2017年10月 - 12月、日本テレビ） - 松原聡子 役[31]
- テレビ東京開局55周年特別企画 ドラマスペシャル 山崎豊子原作 二つの祖国（2019年3月23・24日、テレビ東京） - 井本梛子 役[32]
- これは経費で落ちません!（2019年7月26日 - 9月27日、NHK） - 森若沙名子 役[33]
- 太陽は動かない -THE ECLIPSE-（2020年5月24日 - 6月28日、WOWOW） - 落合香 役
- 私の家政夫ナギサさん（2020年7月7日 - 9月1日、TBS） - 相原メイ 役[34]
  - 新婚おじキュン!特別編（2020年9月8日、TBS） - 相原メイ 役
- 松尾スズキと30分の女優 「多部未華子の乱」（2021年3月、WOWOWプライム）
- マイファミリー（2022年4月10日 - 6月12日、TBS） - 鳴沢未知留 役[35][36]
- 幸運なひと（2023年3月6日、NHK BSプレミアム・NHK BS4K） - 松本咲良 役[37][38]
- いちばんすきな花（2023年10月12日 - 12月21日、フジテレビ） - 潮ゆくえ 役（松下洸平、今田美桜、神尾楓珠とクワトロ主演）[39]
- スロウトレイン（2025年1月2日、TBS） - 渋谷都子 役[40]
- 対岸の家事〜これが、私の生きる道!〜（2025年4月1日 - 6月3日、TBS） - 村上詩穂 役[41]

### WEBドラマ
- 初恋（2006年年8月19日配信、NTT西日本公式ホームページ（第4回コミュニケーション大賞 電話部門グランプリ受賞作品）） - 鈴木さくら 役
- I LOVE YOU 〜魔法のボタン〜（2013年7月13日配信、UULA） - 主演・萌枝 役
- 深夜食堂-Tokyo Stories- 第10話（TVシリーズ通算第40話）（2016年10月21日配信、NETFLIX） - 栗山みちる 役
- いちばんすきな花-みんなのほんね-（2023年11月23日配信、TVer） - 潮ゆくえ 役[42]

### 映画
- 理由（2004年12月、アスミック・エース） - 篠田いずみ 役
- 硝子と鉛の火粉（2005年3月） - 紅 役
- メールで届いた物語『CHANGE THE WORLD!』（2005年5月、東映ビデオ） - 天使の女子高生 役
- HINOKIO（2005年7月、松竹） - 工藤ジュン 役
- 青空のゆくえ（2005年9月、ムービーアイ） - 河原春奈 役
- ルート225（2006年3月、オフィス・シロウズ ） - 田中エリ子 役
- ゴーヤーちゃんぷるー（2006年6月、アウル21） - 鈴木ひろみ 役
- 夜のピクニック（2006年9月、松竹 / ムービーアイ） - 甲田貴子 役
- 俺は、君のためにこそ死ににいく（2007年5月、東映） - 鳥濱礼子 役
- 西遊記（2007年7月、東宝） - 玲美 役
- こわい童謡 表の章・裏の章（2007年7月、東京テアトル） - 正木彩音 役
- フィッシュストーリー（2009年3月、ショウゲート） - 麻美 役
- ケンタとジュンとカヨちゃんの国（2010年6月、リトルモア） - ゆみか 役
- 君に届け（2010年9月、東宝） - 黒沼爽子 役
- 源氏物語 千年の謎（2011年12月、東宝） - 葵の上 役
- LIAR GAME -再生-（2012年3月3日、東宝） - 篠宮ユウ 役
- 深夜食堂（2015年1月31日、東映） - 栗山みちる 役
- ピース オブ ケイク（2015年9月5日、ショウゲート） - 梅宮志乃 役[43]
- あやしい彼女（2016年4月1日、松竹） - 大鳥節子 役[44]
- 続・深夜食堂（2016年11月5日、東映） - 栗山みちる 役
- それいけ!アンパンマン ブルブルの宝探し大冒険!（2017年7月1日、東京テアトル） - ブルブル 役（声の出演）[45]
- 日日是好日（2018年10月13日、東京テアトル / ヨアケ） - 美智子 役[46]
- トラさん〜僕が猫になったワケ〜（2019年2月15日、ショウゲート） - 高畑奈津子 役[47]
- 多十郎殉愛記（2019年4月12日、東映 / よしもとクリエイティブ・エージェンシー） - おとよ 役[48]
- アイネクライネナハトムジーク（2019年9月20日、ギャガ） - 本間紗季 役[49]
- 空に住む（2020年10月23日、アスミック・エース） - 小早川直実 役
- 流浪の月（2022年5月13日、ギャガ） - 谷あゆみ 役[50]

ショートムービー
- Yuming Films vol.2「バイバイ、ベアー〜青いエアメイル」（2007年10月31日 - 12月25日配信、Yahoo!動画）- 奈那子 役

### アニメ映画
- ボス・ベイビー ファミリー・ミッション（2021年12月17日、ユニバーサル・ピクチャーズ） - ティナ（ボス・レディ） 役（日本語吹替）[51]
- インサイド・ヘッド2（2024年8月1日、ウォルト・ディズニー・スタジオ・モーション・ピクチャーズ） - シンパイ 役（日本語吹替）[52]

### 舞台
- ミュージカル 『美少女戦士セーラームーン』（2003年7月 - 2004年1月、サンシャイン劇場 他） - 夜天光/セーラースターヒーラー 役
- LOVE LETTERS（2009年12月10日、PARCO劇場） - メリッサ 役
- 農業少女（2010年3月、脚本：松尾スズキ、東京芸術劇場） - 百子 役
- サロメ（2012年5月31日 - 6月17日、新国立劇場） - サロメ 役
- ふくすけ（2012年8月 - 9月、Bunkamuraシアターコクーン 他） - フタバ 役
- 晩餐（2013年10月 - 12月、サンシャイン劇場 他、映像出演のみ）
- わたしを離さないで（2014年4月 - 6月、彩の国さいたま芸術劇場 他） - 八尋 役
- キレイ〜神様と待ち合わせした女〜（2014年12月 - 2015年1月、作：松尾スズキ、Bunkamuraシアターコクーン / シアターBRAVA!） - ケガレ 役
- ツインズ（2015年12月 - 2016年1月、パルコ劇場 / 森ノ宮ピロティホール 他） - イラ 役
- 彩の国シェイクスピア・シリーズ 第32弾『尺には尺を』（2016年5月 - 6月、彩の国さいたま芸術劇場大ホール） - イザベラ 役
- オーランドー（2017年9月23日 - 10月9日、KAAT神奈川芸術劇場 / 新国立劇場 / 松本 / 兵庫） - オーランドー 役[53]
- ニンゲン御破算（2018年6月7日 - 7月15日、Bunkamuraシアターコクーン / 森ノ宮ピロティホール） - お吉 役
- 出口なし（2018年8月25日 - 9月30日、新国立劇場 小劇場 / サンケイホールブリーゼ） - イネス 役[54]
- TOP HAT（2018年11月5日 - 12月5日、東急シアターオーブ / 梅田芸術劇場） - デイル・トレモント 役[55]
- ドクター・ホフマンのサナトリウム（2019年11月4日 - 12月22日、KAAT神奈川芸術劇場 / 兵庫県立芸術文化センター / 北九州芸術劇場 / 穂の国とよはし芸術劇場PLAT ） - カーヤ 役[56]
- COCOON PRODUCTION 2023『シブヤデマタアイマショウ』（2023年3月30日 - 4月9日、Bunkamuraシアターコクーン） - ミカコ 役[57]
- NODA・MAP 第26回公演『兎、波を走る』（2023年6月17日 - 8月27日、東京芸術劇場 プレイハウス/ 新歌舞伎座 / 博多座 ） - アリス 役 [58]

### WEBアニメ
- リラックマとカオルさん（2019年4月19日配信、NETFLIX） -  カオルさん 役
  - リラックマと遊園地（2022年8月25日配信、NETFLIX） -  カオルさん 役[59]

### ゲーム
- 二ノ国（2010年12月9日発売） - オリバー 役
  - 二ノ国 白き聖灰の女王 PS3（2011年11月17日発売） - オリバー 役

### ドキュメンタリー番組
- 「カーズ」公開記念SP!アメリカ'ルート66'で見つけた日本人の忘れもの（2006年7月1日、日本テレビ）
- 地球危機2008〜何気なく暮らしている人たちへ〜（2008年1月4日、テレビ朝日開局50周年記念特別番組）
- 絶景!アジア紀行（2008年6月、TBS）
- アジアンスマイル（2009年12月、NHK） - ナレーション
- 課外授業 ようこそ先輩（2009年11月1日、NHK） - ナレーション
- ザ・ノンフィクション（フジテレビ） - ナレーション
  - 2010年2月
  - 2020年12月6日　-「ボクのおうちに来ませんか」～モバイルハウスで見る夢～
  - 2022年2月6日　-「おせっかい男とワケありな人々」～あなたのお家 探します～
  - 2022年10月2日　-「ボクのおうちに来ませんか2」～モバイルハウスと新たな家族～
  - 2023年10月29日　-「ボクのおうちに来ませんか3」～さよなら モバイルハウス～
  - 2024年6月30日　-「東京 家賃2万5000円」～僕が四畳半で見る夢～　前編
- サムシング・フォー（2010年12月31日、フジテレビ） - 旅人
- 本当にエコを考える地球旅行 〜明日へのチカラ〜（2011年6月3日、日本テレビ）- リポーター
- BS-TBS 開局15周年特別企画「日本の夢、はやぶさ。ふたたび宇宙へ」（2015年3月1日、BS-TBS） - ナビゲーター[60]
- 地球最高の楽園 知られざる奇跡の海! ブラジル大紀行（2015年7月20日、中京テレビ制作、日本テレビ系列） - ナビゲーター[61]
- 華麗なるミュシャ 祖国への旅路 〜パリ・プラハ 二都物語〜（2017年3月16日、NHK） - ナビゲーター[62]

### 教育番組
- ガチャガチャポン!（2005年4月 - 2006年3月、フジテレビ）- 今泉未里亜 役

### コント番組
- 松尾スズキアワー「恋は、アナタのおそば」（2016年3月30日・31日、NHK総合）

### PV
- Janne Da Arc「Rainy 〜愛の調べ〜」（2003年5月8日発売）※2003年11月12日発売の「SINGLE CLIPS」(DVD) に収録されている。
- ランクヘッド 「夏の匂い」（2006年7月19日発売）
- 蝉時雨 「兎と亀」（2006年）
- SHAKA LABBITS 「シルク」（2006年）
- DREAMS COME TRUE、オレスカバンド、多部未華子、FUZZY CONTROL 「GOOD BYE MY SCHOOL DAYS」（2009年2月26日発売）
- アンジェラ・アキ「愛の季節」（CD初回生産限定版付録）（2009年9月16日発売）
- THE BOOM「星のラブレター」（2014年5月21日発売）

### CM
- ソニー・コンピュータエンタテインメント 「PS2 ブロードバンド」（2003年5月 - 7月）
- チロルチョコ株式会社「チロルチョコ」（2004年2月）
- 積水ハウス（2004年 - 2008年）
- 読売新聞「yorimo」（2006年6月 - 2007年3月）
- カルビー「夏ポテト」（2006年6月 - 9月）[63]
- 山崎製パン「中華まん」（2006年10月 - 2007年1月）
- JR東日本「エキナカ Dila大船」（2007年）
- サントリー「南アルプスの天然水」（2007年）
- 任天堂 ニンテンドーDSソフト「ゼルダの伝説 夢幻の砂時計」（2007年）
- ユニクロ クリスマスギフト（2007年）
- 三菱東京UFJ銀行（2008年1月 - 6月）
- 日本ケンタッキーフライドチキン
  - 「ゆず辛チキン」（2008年9月）[64]
  - 「お年玉バーレル」（2008年12月）[65]
- 大王製紙「エリス ウルトラガード」（2008年10月）
- ミニストップ「ハロハロ」（2009年5月）
- サッポロビール「Draft one」（2009年7月）[66]
- マリアージュ（2010年）
- オルビス クリアシリーズ（2010年）[67]
- ハウスウェルネスフーズ C1000シリーズ[68]
  - 「ビタミンレモン」（2011年2月 - ）
  - 「レモンウォーター」（2011年2月 - ）
- 日産自動車「マーチ」（2011年7月 - ）
- ACジャパン「蜂と神さま」（2011年7月 - ） - ナレーション
- スタッフサービス「グッジョブ私・正しいがんばりかた」シリーズ（2012年） - サイボーグ022 役
- クラシエホールディングス コッコアポA錠/コッコアポL錠（2012年）
- Ropé Picnic 着るピクニック ロペピクニック（2012年）
- 亀田製菓「ハッピーターン」（2012年10月18日 - 2014年）[69]
- 伊藤園
  - 「お〜いお茶」（2013年）
  - 「お〜いお茶・ほうじ茶」（2013年）
  - 「お〜いお茶・玄米茶」（2013年）
- 三井住友銀行 カードローン（2013年）
- King キャンディークラッシュ（2013年）
- アサヒ飲料「三ツ矢サイダー」（2015年3月 - ）[70]
- アインファーマシーズ「アインズ＆トルペ」（2015年）
- 花王
  - ソフィーナ「オーブクチュール」 （2015年6月 - ）
  - ビオレu「泡ボディウォッシュ」（2018年4月 - ）
  - エッセンシャル flat (2019年10月17日 -) [71]
  - キュキュット クリア除菌「難しく考えない篇」（2022年2月 - ）[72]
- 大正製薬「ヴィックス メディケイテッド ドロップ」（2015年 - 2016年）[73]
- プレナス「やよい軒」（2015年10月1日 - ）[74]
- Google「Google Play Music」（2016年）[75]
- 森永乳業「マウントレーニア」（2016年 - ）[76]
- UQコミュニケーションズ「UQモバイル」（2016年10月 - 2021年8月）[77]
- NTN なんてなめらかNTN（2017年4月 - ）[78]
- 三井アウトレットパーク（2017年4月 - ）[79]
- キリンビール 淡麗グリーンラベル（2018年7月 - ）[80]
- リクルート
  - 「じゃらん」（2019年）[81]
  - 「スタディサプリENGLISH」（2022年1月）[82]
- 日本ペイントホールディングス（2020年10月3日 - ）[83]
- 日本マクドナルド
  - 「グラコロ」（2021年 - ）[84][85]
  - 「セット500」（2025年5月 - ）[86]
- LINE（2022年3月 - ）[87]
- 日清製粉ウェルナ（2022年3月 - ）[88]
- 森永製菓「inゼリー」（2022年4月 - ）[89]
- グルガジャパン・ohora「my nail salon ohora」（2022年4月 - ）[90]

### 広告モデル
- セシール『CUPOP』（2004年4月 - 2005年3月）
- 城南予備校 メインビジュアルキャラクター（2006年度）- 広告出演を機に実際に同予備校に入学した。
- 国土交通省『都市緑化月間』（2006年10月）
- avex『Beautiful Woman』（2006年11月）
- 平成18年度春の火災予防運動用ポスター
- 警察庁『匿名通報ダイヤル』広報ポスター
- 中央労働災害防止協会 平成20年『年間標語』ポスター
- 東京都福祉人材センター
- 警視庁『2つの110番』広報ポスター
- 情報処理推進機構『2009年度秋季情報処理技術者試験』『（同）ITパスポート試験』
- 農林水産省『食事バランスガイド実践週間』ポスター
- 参議院議員選挙ポスター（2010年7月）
- きものやまとイメージキャラクター（2010年）

### その他
- NHK-FM放送ジングル「ビリーブ イン ミュージック ビリーブ イン ボイス」（2009年 - ）
- コニカミノルタプラネタリウム「南極ヒーリング〜この地球（ほし）の果で〜」ナレーション（2015年12月-2016年8月頃）

池袋サンシャインシティ”満天”で開催のプラネタリウムのナレーション

## 受賞歴
- 2006年
  - 第15回日本映画批評家大賞 新人賞（小森和子賞）（『HINOKIO』）[91]
  - 第48回ブルーリボン賞 新人賞（『HINOKIO』､『青空のゆくえ』）
  - 第21回高崎映画祭 最優秀新人女優賞（『ルート225』）
- 2007年
  - 第4回月刊TVnaviドラマ・オブ・ザ・イヤー2007 最優秀新人賞（女優）（『山田太郎ものがたり』）
- 2009年
  - 第2回ゴールド・ドリーム・アワード 文化芸能部門
- 2010年
  - エランドール賞 新人賞（『フィッシュストーリー』､『つばさ』､『不毛地帯』）[92]
- 2011年
  - 第18回読売演劇大賞（『農業少女』）
    - 優秀女優賞
    - 杉村春子賞（新人賞）

  - 第68回ザテレビジョンドラマアカデミー賞 主演女優賞（『デカワンコ』）[93]
- 2013年
  - 第75回ザテレビジョンドラマアカデミー賞 助演女優賞（『大奥〜誕生［有功・家光篇］』）[94]
- 2016年
  - 第25回日本映画プロフェッショナル大賞 主演女優賞（『ピース オブ ケイク』､『映画 深夜食堂』）[95]
  - 第25回日本映画批評家大賞 主演女優賞（『ピース オブ ケイク』）[96]
- 2017年
  - 第8回コンフィデンスアワード・ドラマ賞 主演女優賞（『ツバキ文具店〜鎌倉代書屋物語〜』）[97][98]

## 書籍

### フォトブック
- 1/25（2009年1月21日、メディアファクトリー）ISBN 9784840126472

### 写真集
- ビジョメガネ〈3〉（オムニバス写真集、2007年9月27日、ソニーマガジンズ） ISBN 9784789731393
- 卒業アルバム（オムニバス写真集、2008年8月20日、玄光社） ISBN 9784768302705
- UTB：h（オムニバス写真集、2008年9月30日、ワニブックス） ISBN 9784847041273
- 雫（しずる）―大人ではない少女の瞬間。（オムニバス写真集・DVD付、学習研究社 ） ISBN 9784056052497

### その他書籍
- 眠れる美女（作：川端康成、グラビア出演、2008年6月20日、プチグラパブリッシング）ISBN 978-4903267708

### 雑誌
- 週刊アスキー（アスキー・メディアワークス）「多部未華子でPONG!」（2005年10月 - 2006年3月）
- ダ・ヴィンチ（メディアファクトリー）「マチルダはコンラッドの帆船に乗って」（2008年4月 - 2010年3月）
- non-no（集英社）「多部未華子のカルチャーな毎日。」（2008年4月 - 2010年3月）
- mina（主婦の友社）「ためしちゃいます」（2010年6月 - 2011年11月）

### 新聞
- 本っておもしろい（2010年4月 - 9月連載、朝日小学生新聞）

## 音楽
- その気FALL IN LOVE (2006年7月5日 moraより配信発売)
- DREAMS COME TRUE「GOOD BYE MY SCHOOL DAYS」（2009年2月25日発売）
  - 「GOOD BYE MY SCHOOL DAYS -多部ちゃん系-」収録。
- 清竜人「MUSIC」（2012年5月9日発売）
  - 5曲目「雨」に参加。